# Luo Luo
Luo Luo (xinès simplificat: 落落) (Xanghai, 1982) és una escriptora, guionista i cineasta xinesa.

## Biografia
Luo Luo de nom real Zhao Jiarong va néixer a Xanghai (Xina) el 30 d'abril de 1982.

### Carrera literària
Luo Luo forma part del grup d'escriptores anomenades "post-80" ("80后") que van arribar a la literatura a través d'Internet i representant de les noves generacions del moviment "haipai" (海派) generat a Xangai a principis del segle xx.
Alguns crítics han definit l'obra de Luo Luo en base a tres adjectius: rebel (叛逆), ardent (激烈) i indisciplinada (放纵). Durant un temps va ser editora d'una revista de còmics de l'estil manhua (漫画). Després es va convertir en redactora en cap de la revista Wenyi Fengxiang (文艺风象), publicada a la revista juvenil "Story100" (新蕾STORY100) al diari de Manhua Comicfans (漫友 Va col·laborar en la revista literària Zui Novel (最小说), de la qual Guo Jingming és l'editor. Però també participa en el suplement manhua de Zui Novel: Zui Comic (最漫画). I publica cada cop més, textos il·lustrats amb fotografies.
A part de la seva activitat en els diaris i revistes, el 2005 va començar a publicar contes, dirigits a un públic jove. A partir del 2008 el seu estil va evolucionar ampliant el seu públic alhora que els seus temes, amb la publicació de dues novel·les i després unes col·leccions de contes. La publicació el gener de 2011, de la seva novel·la "Queen Stain" (剩者为王) es d'alguna forma la superació de la seva trajectòria com a autora de llibres per a adolescents.

#### Obres destacades
| Any  | Títol anglès       | Títol xinès  |
| ---- | ------------------ | ------------ |
| 2009 | A Dusty Star       | 尘埃星球     |
| 2009 | Finally We are One | 年华是无效信 |
| 2011 | Millenniums        | 千秋         |
| 2011 | All the Universe   | 万象         |
| 2011 | Queen Satin        | 剩者为王     |

### Carrera cinematogràfica
Els primers passos en el món del cinema els va fer com a guionista- El 2018 va dirigir la seva primera pel·lícula The Last Women Standin, una adaptació al cinema de la seva novel·la Queen Satin. Malgrat que va comptar amb la col·laboració de l'actriu Shu Qi com a protagonista el film no va tenir massa èxit. Posteriorment ha dirigit tres pel·lícules més.

#### Filmografia
| Any  | Títol anglès            | Títol xinès     | Notes                                                                            |
| ---- | ----------------------- | --------------- | -------------------------------------------------------------------------------- |
| 2011 | Somebody to Love        | 我们约会吧      | Guionista                                                                        |
| 2015 | The Last Women Standing | 剩者为王        | Adaptació de la seva novel·la "Queen Stain" (剩者为王) Protagonitzada per Shu Qi |
| 2018 | Cry Me a Sad River      | 悲 伤 逆 流成河 | Adaptació d'una novel·la de Guo Jingming                                         |
| 2020 | The End of Endless Love | 如果声音不记得  |                                                                                  |
| 2022 | Amost Love (Meet You)   | 遇见你          |                                                                                  |